# Matadakurubarahatti
Matadakurubarahatti là một thị trấn thuộc taluk Chitradurga, huyện Chitradurga, bang Karnataka, Ấn Độ.